# أوكتافيو زاباتا
أوكتافيو زاباتا (بالإسبانية: Octavio Zapata)‏ هو لاعب كرة قدم كولومبي في مركز الدفاع، ولد في 19 نوفمبر 1997 في كولومبيا. لعب مع ديبورتيفو لارا.

## وصلات خارجية
- أوكتافيو زاباتا على موقع قاعدة بيانات كرة القدم.إي يو (الإنجليزية)
- أوكتافيو زاباتا على موقع Soccerway.com (الإنجليزية)
- أوكتافيو زاباتا على موقع AS.com (الإسبانية)